# Vanduzeeina californica
Vanduzeeina californica är en insektsart som beskrevs av Van Duzee 1925. Vanduzeeina californica ingår i släktet Vanduzeeina och familjen sköldskinnbaggar. Inga underarter finns listade i Catalogue of Life.